# Beauftragter für Bürgerrechte
Der Beauftragte für Bürgerrechte (polnisch Rzecznik Praw Obywatelskich) ist eine Ombudsperson der polnischen Politik zum Schutz der Bürger vor rechtswidrigem staatlichen Handeln und zum Schutz der Menschenrechte. Noch im kommunistischen Polen 1987 geschaffen, entwickelte sich die von den Staatsgewalten weitgehend unabhängige Institution vor allem seit der demokratischen Transitionsphase ab 1989 zu einem wichtigen Motor für die Zivilgesellschaft und ersetzt weitgehend die in Deutschland entsprechenden Einrichtungen der Petition und der Verfassungsbeschwerde. Sie wurde für die osteuropäischen Verfassungen in der Systemtransformation zum Vorbild.

## Geschichte
Das Amt des Beauftragten für Bürgerrechte wurde durch ein Gesetz des Sejm am 15. Juli 1987 eingeführt, das mit Modifikationen bis heute fortgilt, und nahm am 1. Januar 1988 die Arbeit auf. Die Einrichtung des Amtes war die erste in Osteuropa und Teil einer insgesamt gescheiterten Initiative der Regierung Jaruzelski, Mitte der 1980er Jahre eine vorsichtige kulturelle Öffnung und politische Liberalisierung einzuläuten. Während Polen nach einer Phase der Stalinisierung des Rechts in den 1950er Jahren seit den 1960er Jahren im Privatrecht ein Anschluss an die westeuropäische Tradition gelang, dauerte eine solche Liberalisierung im Öffentlichen Recht bis in die 1980er Jahre; die Schaffung des Amtes hing mit der Einrichtung einer Verwaltungs- (1980) und Verfassungsgerichtsbarkeit (1985) zusammen. Das Amt war „von nicht zu unterschätzender Bedeutung auch für die Rechtsentwicklung“ und wurde zu einer wichtigen Stütze der sich nach dem Ende der kommunistischen Herrschaft ab 1989 entwickelnden Bürgergesellschaft. Das Amt wurde in die revidierte Verfassung Polens vom April 1989 aufgenommen und in die neue Verfassung von 1997 deutlich gestärkt von Beginn an integriert, wo es in Artt. 208 bis 212 geregelt ist.
Peter Häberle weist darauf hin, dass diese Institution generell in die neuen, postsozialistischen Verfassungen der Länder Mittel- und Osteuropas nach 1989 aufgenommen worden ist und vermutet, dass sich eine solche Ombudsfigur besonders eigne, „Grundrechtskultur aufzubauen, da heute [1995] alles noch am Anfang steht“. Rechtsvergleichend hat Hartmut Bauer für die Mitgliedsländer der Europäischen Union festgestellt, dass eine derartige Position, entweder alternativ oder kumulativ zum Petitionsrecht, in den unterschiedlichsten Ausprägungen und mit den verschiedensten Namen auftritt, in Österreich etwa als Volksanwaltschaft, in Spanien als Defensor del Pueblo oder in Slowenien als Menschenrechtsbeauftragter. Unter diesen hat der polnische Beauftragte eine „vergleichsweise sehr starke Stellung“ und gilt als „Prototyp“ und „Wegbereiter“ der auf Menschenrechte fokussierten Generation von Ombudsleuten vor allem in Osteuropa.

## Berufung und Rechtsstellung
Der Sejm beruft den Beauftragten mit einfacher Mehrheit und Zustimmung des Senats für eine fünfjährige Amtszeit mit einmaliger Verlängerungsmöglichkeit (Art. 209 Abs. 1 der Verfassung, Art. 5 des Gesetzes von 1987). Er beruft ihn auch wieder ab, vorzeitig allerdings nur in Fällen von Verzicht, Krankheit oder Nichterfüllung der Aufgaben (Art. 3 und 7 des Gesetzes von 1987). Das monokratische Amt des Bürgerrechtsbeauftragten hat eine von den drei Staatsgewalten unabhängige, starke Stellung dadurch, dass es nicht der Regierung nachgeordnet, sondern nur dem Sejm unterstellt (Art. 210 der Verfassung) und damit den frei gewählten Volksvertretern verpflichtet ist. Die Unabhängigkeit zeigt sich auch darin, dass der Beauftragte weitreichende politische Immunität genießt. Der Sejmmarschall kann bis zu drei Stellvertreter bestellen, einen davon für Angelegenheiten der Soldaten, während der Beauftragte mit Zustimmung des Sejm regionale Vertreter berufen kann.

## Aufgaben
Die zentrale Aufgabe ist es laut Art. 208 Abs. 1 der Verfassung, „über die Freiheiten und Rechte der Menschen und des Bürgers, die in der Verfassung und in anderen normativen Akten bestimmt sind“, zu wachen. Der Beauftragte wird tätig auf eigene Initiative hin oder auf die in Art. 80 der Verfassung garantierte Anrufungsmöglichkeit von Staatsbürgern (und anderen Individuen), des Sejmmarschalls, von Selbstverwaltungskörperschaften, privaten Organisationen und des Beauftragten für die Rechte des Kindes (Art. 9 des Gesetzes von 1987); der Zugang ist nicht formalisiert und unentgeltlich. Er kann Anträge ablehnen (Art. 11 des Gesetzes von 1987). Nachdem er sich einer Angelegenheit angenommen hat, kann er innerhalb der eigenen Institution handeln oder die Anfrage an andere Organe wie den Sejm, die Staatsanwaltschaft oder Aufsichtsbehörden weiterreichen. Wenn der Verstoß gegen individuelle Rechte festgestellt worden ist, hat der Beauftragte viele Handlungsmöglichkeiten, darunter Stellungnahmen an die betreffende staatliche Stelle oder ihre jeweilige Aufsicht, Aufforderungen zum Handeln, Klageeinreichungen oder Anrufung des Verfassungsgerichtshofes (Art. 14 des Gesetzes von 1987), die ohne Vorprüfung entschieden werden muss und etwa 20-mal jährlich stattfindet. Er kann Impulse für weitere Rechtssetzung geben bis hin zum Eingriff in das Gesetzgebungsverfahren, ohne allerdings Initiativrecht zu haben. Der Beauftragte überwacht auch das Gerichtswesen, was an das skandinavische Ombudsmodell angelehnt ist und bedeutet, dass er Auskünfte während und Akteneinsicht nach Prozessen verlangen kann. Weiterhin muss der Beauftragte die polnischen Volksvertreter jährlich über seine Arbeit und über die Lage der Menschenrechte in Polen informieren, was diese ohne Aussprache zur Kenntnis nehmen müssen (Art. 212 der Verfassung, Art. 19 des Gesetzes von 1987).

## Organisation

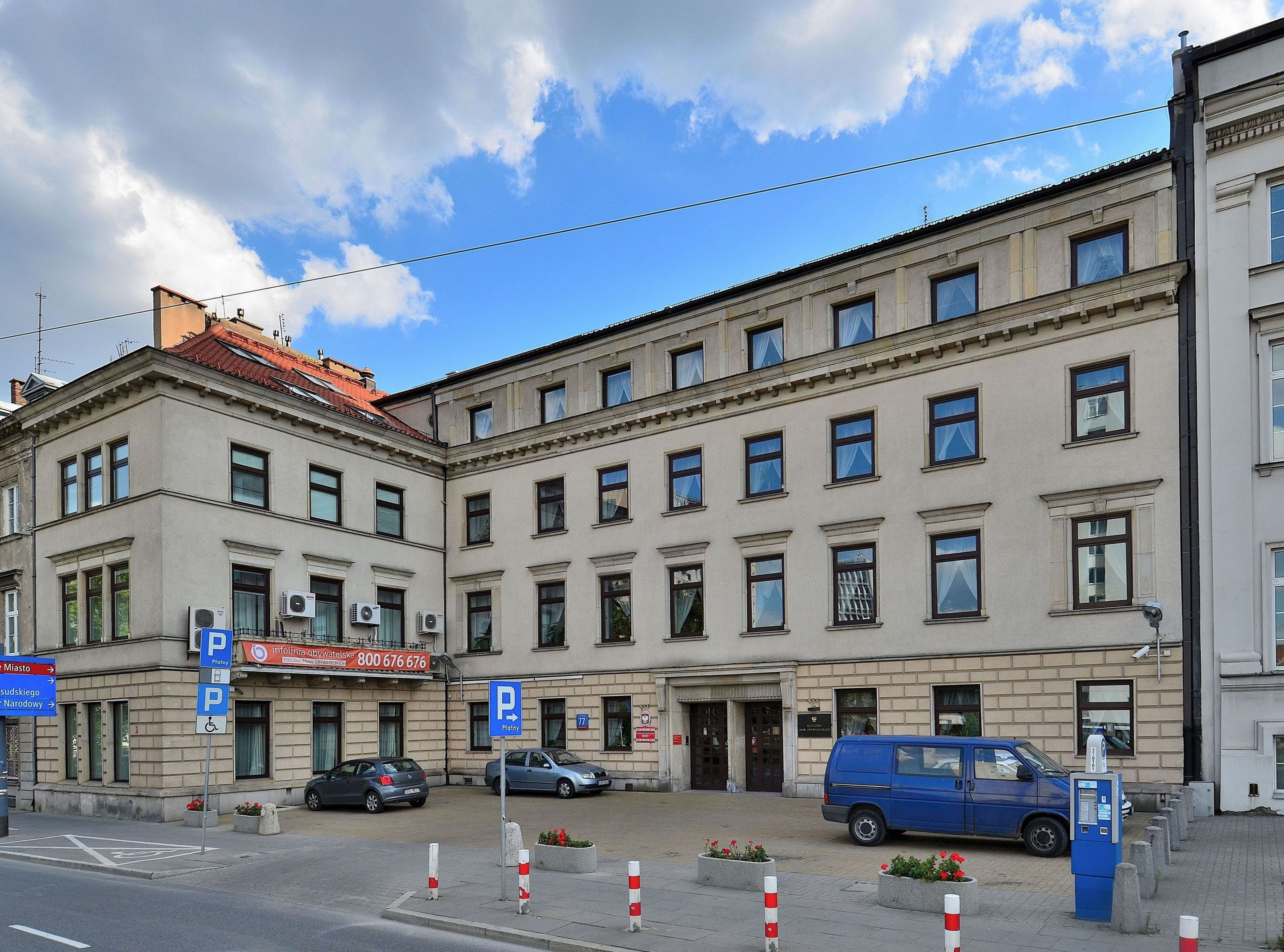
Hauptsitz in der Warschauer Solidarność-Allee 77

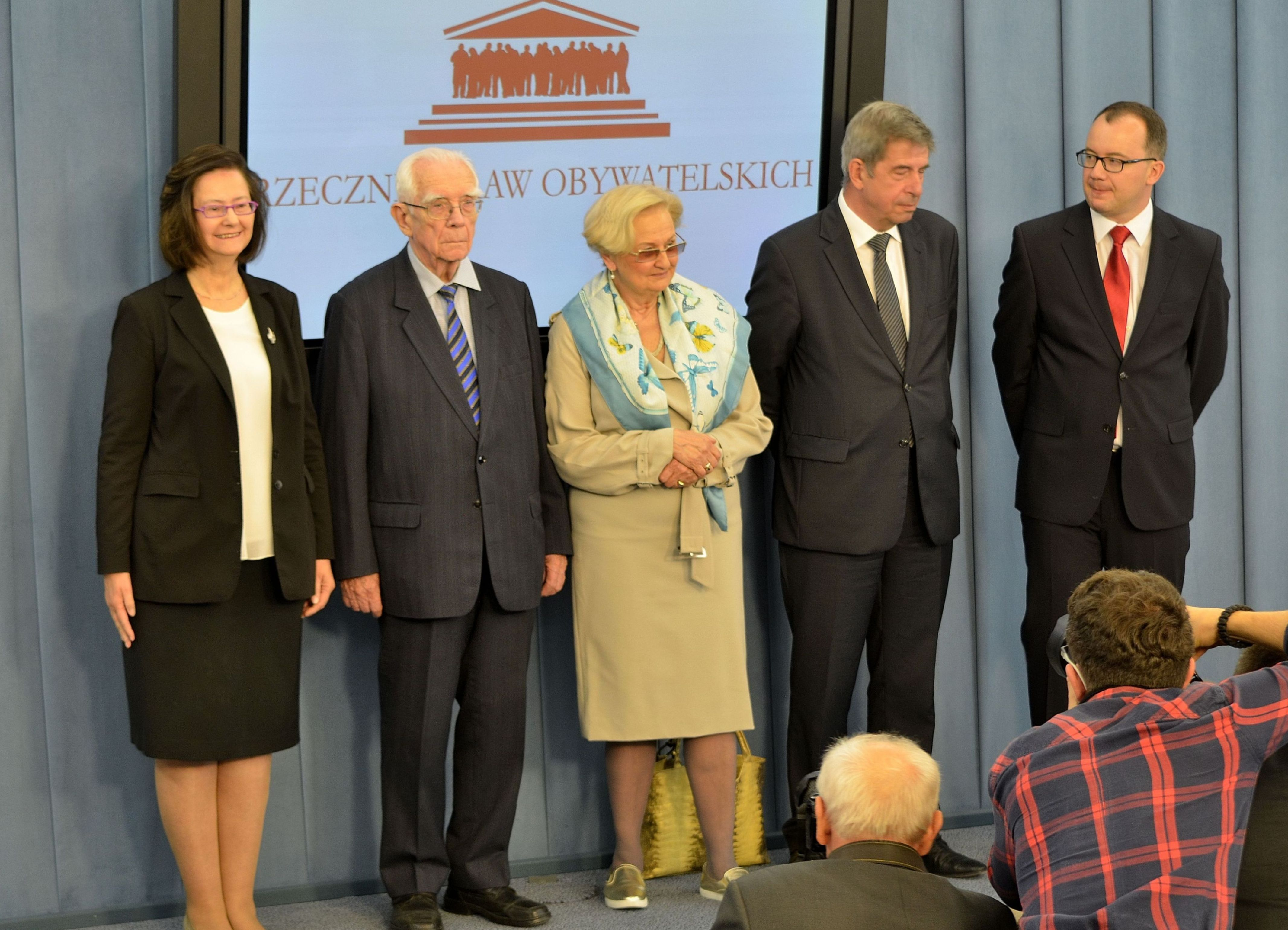
Alle damals noch lebenden, bisherigen Amtsinhaber am 9. September 2015 im Sejm: Irena Lipowicz, Adam Zieliński, Ewa Łętowska, Andrzej Zoll, Adam Bodnar (von links nach rechts)

Es gibt neben dem Hauptsitz in Warschau Außenstellen in Gdańsk, Wrocław und Katowice.
Die bisherigen Amtsinhaber waren:
- Ewa Łętowska (19. November 1987 – 12. Februar 1992)
- Tadeusz Zieliński (13. Februar 1992 – 7. Mai 1996)
- Adam Zieliński (8. Mai 1996 – 29. Juni 2000)
- Andrzej Zoll (30. Juni 2000 – 30. Juni 2005; kommissarisch bis zum 15. Februar 2006)
- Janusz Kochanowski (15. Februar 2006 – 10. April 2010; gestorben im Amt beim Flugunfall von Smolensk 2010)
- Stanisław Trociuk (kommissarisch: 10. April 2010 – 21. Juli 2010)
- Irena Lipowicz (21. Juli 2010 – 21. Juli 2015; kommissarisch bis zum 9. September 2015), vorgeschlagen von der Platforma Obywatelska (Bürgerplattform)
- Adam Bodnar (9. September 2015 – 15. Juli 2021), vorgeschlagen vom Bund der Demokratischen Linken und der Bürgerplattform
- Marcin Wiącek (23. Juli 2021 –)[16]

Der Bürgerrechtsbeauftragte ist Mitglied des International Ombudsman Institute, das vergleichbare Einrichtungen weltweit zusammenfasst und koordiniert.

## Wirkung
Seit 1993 gehen jedes Jahr zwischen 25.000 und 33.000 Fälle ein; beispielsweise setzte sich die damalige Amtsinhaberin Irena Lipowicz 2013 beim Justizminister dafür ein, einen Gesetzesentwurf für die Geschlechtsumwandlung in die Wege zu leiten, um die bisherige Rechtsunsicherheit in Transgender-Fragen zu beenden. Der Rechtswissenschaftler Tomasz Milej weist darauf hin, dass der Schutz der in der Verfassung verbürgten Individualrechte weniger als etwa in Deutschland vom Verfassungsgericht wahrgenommen wird, sondern stärker von bürgerschaftlichen Institutionen, neben dem Bürgerrechtsbeauftragten auch der Helsinki-Menschenrechtsstiftung und der Denkfabrik Instytut Spraw Publicznych. Das hänge auch damit zusammen, dass das polnische Verfassungsrecht keine individuelle Verfassungsbeschwerde kennt, sondern nur ein Normenkontrollverfahren, das jedoch einem weiteren Kreis von Antragsberechtigten offensteht als etwa im deutschen Fall.
Das Amt wird im Allgemeinen positiv bewertet. Hartmut Bauer spricht von einer „erfolgreichen Arbeit“ seit der Systemtransformation, und Peter Häberle weist darauf hin, dass Polen im internationalen Vergleich mit dem Amt „besonders gute Erfahrungen gemacht“ habe; für Julia Haas hat sich das Amt als „Garant für die umfassende Konsolidierung der polnischen Demokratie bewährt“.

## Belege
1. ↑  Commissioner for Human Rights. In: International Ombudsman Institute (mit englischer Übersetzung des Gesetzes).
2. 1 2  Andrzej Zoll: Der Bürgerrechtsbeauftragte als ein Verfassungsorgan in der Republik Polen. In: Claus Dieter Classen, Helmut Heiss, Anna Suproń-Heidel (Hrsg.): Polens Rechtsstaat am Vorabend des EU-Beitritts. Mohr Siebeck, Tübingen 2004, ISBN 3-16-148198-4, S. 35–44, hier S. 39.
3. ↑  Dieter Bingen: Polen. 1000 Jahre wechselvoller Geschichte. In: Informationen zur politischen Bildung Nr. 311, 2. August 2011.
4. 1 2  Erhardt Gralla, Tina de Vries: Länderbericht Polen. I. Vorbemerkungen. In: Internationales Ehe- und Kindschaftsrecht mit Staatsangehörigkeitsrecht. Verlag für Standesamtswesen, Frankfurt am Main, Berlin, zuletzt aktualisiert am 1. Juni 2012.
5. 1 2  Julia Haas: Der Ombudsmann als Institution des europäischen Verwaltungsrechts (= Studien und Beiträge zum öffentlichen Recht. Band 13). Mohr Siebeck, Tübingen 2012, ISBN 978-3-16-152228-4, S. 215.
6. ↑  Andrea Gawrich: Minderheiten im Transformations- und Konsolidierungsprozess Polens. Verbände und politische Institutionen. Springer, Wiesbaden 2003, ISBN 978-3-8100-3775-6, S. 349.
7. ↑  Peter Häberle: Dokumentation von Verfassungsentwürfen und Verfassungen ehemals sozialistischer Staaten in (Süd)Osteuropa und Asien. In: Jahrbuch des öffentlichen Rechts der Gegenwart. Neue Folge. Band 43, 1995, S. 105–325, S. 119.
8. ↑  Hartmut Bauer: Petitionsrecht. In: Detlef Merten, Hans-Jürgen Papier (Hrsg.): Handbuch der Grundrechte in Deutschland und Europa. Band 5: Grundrechte in Deutschland – Einzelgrundrechte II. C. F. Müller, München 2013, ISBN 978-3-8114-5528-3, S. 389–462, hier S. 407–410: „Das Petitionsrecht im unionsinternen Rechtsvergleich“, besonders S. 409.
9. 1 2 3  Julia Haas: Der Ombudsmann als Institution des europäischen Verwaltungsrechts (= Studien und Beiträge zum öffentlichen Recht. Band 13). Mohr Siebeck, Tübingen 2012, ISBN 978-3-16-152228-4, S. 216.
10. 1 2  Andrzej Zoll: Der Bürgerrechtsbeauftragte als ein Verfassungsorgan in der Republik Polen. In: Claus Dieter Classen, Helmut Heiss, Anna Suproń-Heidel (Hrsg.): Polens Rechtsstaat am Vorabend des EU-Beitritts. Mohr Siebeck, Tübingen 2004, ISBN 3-16-148198-4, S. 35–44, hier S. 41.
11. ↑  Der Aufgabenüberblick folgt Andrea Gawrich: Minderheiten im Transformations- und Konsolidierungsprozess Polens. Verbände und politische Institutionen. Springer, Wiesbaden 2003, ISBN 978-3-8100-3775-6, S. 350 f.
12. ↑  Andrzej Zoll: Der Bürgerrechtsbeauftragte als ein Verfassungsorgan in der Republik Polen. In: Claus Dieter Classen, Helmut Heiss, Anna Suproń-Heidel (Hrsg.): Polens Rechtsstaat am Vorabend des EU-Beitritts. Mohr Siebeck, Tübingen 2004, ISBN 3-16-148198-4, S. 35–44, hier S. 38 f. und 41.
13. ↑  Julia Haas: Der Ombudsmann als Institution des europäischen Verwaltungsrechts (= Studien und Beiträge zum öffentlichen Recht. Band 13). Mohr Siebeck, Tübingen 2012, ISBN 978-3-16-152228-4, S. 217.
14. ↑  Andrzej Zoll: Der Bürgerrechtsbeauftragte als ein Verfassungsorgan in der Republik Polen. In: Claus Dieter Classen, Helmut Heiss, Anna Suproń-Heidel (Hrsg.): Polens Rechtsstaat am Vorabend des EU-Beitritts. Mohr Siebeck, Tübingen 2004, ISBN 3-16-148198-4, S. 35–44, hier S. 41.
15. 1 2 3  Tomasz Milej: Verfassungsgerichtshof und Gesetzgeber. Ein ambivalentes Verhältnis im internationalen Vergleich. In: Carmen Schmidt, Bogoslaw Banaszak, Tomasz Milej (Hrsg.): Verfassungsrechtsprechung in Polen. Dokumentation und Analyse der Entscheidungen des polnischen Verfassungsgerichtshofs 2000–2009. Institut für Ostrecht der Universität zu Köln, Köln 2014, ISBN 978-3-7322-9338-4, S. 31–98, hier S. 59.
16. ↑  Neuer Grundrechtebeauftragter in Polen. In: euraktiv.de. 22. Juli 2021, abgerufen am 29. Oktober 2021.
17. ↑  Anna Grodzka: Polen: Keine Rechte für die LGBT-Community. In: Boell.de, 1. Juli 2013.
18. ↑  Hartmut Bauer: Petitionsrecht. In: Detlef Merten, Hans-Jürgen Papier (Hrsg.): Handbuch der Grundrechte in Deutschland und Europa. Band 5: Grundrechte in Deutschland – Einzelgrundrechte II. C. F. Müller, München 2013, ISBN 978-3-8114-5528-3, S. 389–462, hier S. 410, Fn. 152.
19. ↑  Peter Häberle: Dokumentation von Verfassungsentwürfen und Verfassungen ehemals sozialistischer Staaten in (Süd)Osteuropa und Asien. In: Jahrbuch des öffentlichen Rechts der Gegenwart. Neue Folge. Band 43, 1995, S. 105–325, S. 119.